# Sig Herzig
Pour les articles homonymes, voir Herzig.
Sig Herzig est un scénariste américain né le 25 juillet 1897 à New York, New York (États-Unis), mort le 12 mars 1985 à Thousand Oaks (États-Unis).

## Filmographie

### comme scénariste
- 1932 : Slow Poke
- 1928 : Sweeties
- 1928 : Goofy Ghosts
- 1928 : Object: Alimony
- 1929 : The Lone Wolf's Daughter
- 1929 : Sappy Service
- 1932 : Morton Downey in America's Greatest Composers Series, #1
- 1932 : Morton Downey in America's Greatest Composers Series, #2
- 1933 : The Hold-Up
- 1933 : Smash Your Baggage
- 1933 : Static
- 1933 : My Pal the Prince
- 1933 : Beauty on Broadway
- 1933 : The Old Timers
- 1935 : Le Gondolier de Broadway (Broadway Gondolier) de Lloyd Bacon
- 1935 : Collège rythme (Old Man Rhythm) de Edward Ludwig
- 1935 : Millions in the Air
- 1935 : The Lottery Lover
- 1936 : Colleen
- 1936 : The Changing of the Guard
- 1936 : Sing Me a Love Song
- 1937 : Ready, Willing and Able
- 1937 : Marry the Girl
- 1937 : La Revue du collège (Varsity Show)
- 1938 : Quatre au paradis (Four's a Crowd)
- 1938 : Le Cavalier errant
- 1939 : Je suis un criminel (They Made Me a Criminal)
- 1939 : Le Vainqueur (Indianapolis Speedway) de Lloyd Bacon
- 1939 : Sur les pointes
- 1941 : L'Escadrille des jeunes (I Wanted Wings)
- 1941 : Sunny
- 1942 : Mon espion favori (My Favorite Spy) de Tay Garnett
- 1943 : Mademoiselle ma femme (I Dood It)
- 1944 : Meet the People de Charles Reisner
- 1945 : Les Millions de Brewster (Brewster's Millions) d'Allan Dwan
- 1946 : London folies (London Town)
- 1961 : Three on a Spree